# Гварчино
Гварчино (итал. Guarcino) је насеље у Италији у округу Фрозиноне, региону Лацио.
Према процени из 2011. у насељу је живело 1157 становника. Насеље се налази на надморској висини од 628 м.

## Становништво
| 1936. | 1951. | 1961. | 1971. | 1981. | 1991. | 2001. | 2011. |
| ----- | ----- | ----- | ----- | ----- | ----- | ----- | ----- |
| 2.916 | 2.901 | 2.427 | 2.144 | 1.841 | 1.691 | 1.662 | 1.658 |